# Isla Manuel Rodríguez
L'isla Manuel Rodríguez è un'isola del Cile meridionale situata a nord dello stretto di Magellano (oceano Pacifico). Appartiene alla regione di Magellano e dell'Antartide Cilena, alla provincia di Última Esperanza e al comune di Natales. Fa parte dell'arcipelago Regina Adelaide. L'isola è compresa nel parco della Reserva Nacional Alacalufes.
L'isola porta il nome di Manuel Rodríguez Erdoíza, guerrigliero e politico cileno, riconosciuto come uno dei "padri della patria del Cile".

## Geografia
L'isola Manuel Rodríguez si trova nella parte sud-orientale dell'arcipelago, a sud dell'isola Pedro Montt;
è delimitata a nord dal canale Bambach, dal canale Smyth a est, ed è bagnata dalle acque dello stretto di Magellano a sud. La sua superficie è di 465,5 km², lo sviluppo costiero è di 207,5 km; misura circa 21 miglia di lunghezza per un massimo di 11 miglia di larghezza; il picco Sainte Anne misura 513 m.